# 滿月夫人
满月夫人 金氏（만월부인，?—?），新罗第35位国王景德王金宪英的王妃，惠恭王的母亲。谥号景垂王后，父亲是舒弗邯金义忠。
景德王二年（唐天宝二年，743年）二月，景德王纳她为正妃。景德王二十四年（唐永泰元年，765年）景德王去世，其子金乾运即位，是为惠恭王。惠恭王年仅八岁，由满月夫人摄政。惠恭王四年（唐大曆三年，768年）， 唐代宗遣倉部郎中歸崇敬冊封惠恭王爲開府儀同三司、新羅王，兼冊王母满月夫人爲大妃。惠恭王十六年（唐建中元年，780年），惠恭王和后妃被杀，史书没有记载满月夫人是否还在人世。

## 家族
- 父亲：金依忠，官至角干
  - 丈夫：35代王景德王
    - 儿子：36代王惠恭王